# Fletcher (Washington)
Fletcher az Amerikai Egyesült Államok északnyugati részén, Washington állam Whitman megyéjében elhelyezkedő önkormányzat nélküli település. A helységen nem végeznek népszámlálást.
Fletcher postahivatala 1883 és 1887 között működött. A település nevét Joseph Fletcher földbirtokosról kapta.

## Fordítás
Ez a szócikk részben vagy egészben  a   Fletcher, Washington című angol Wikipédia-szócikk ezen változatának fordításán alapul.  Az eredeti cikk szerkesztőit annak laptörténete sorolja fel. Ez a jelzés csupán a megfogalmazás eredetét és a szerzői jogokat jelzi, nem szolgál a cikkben szereplő információk forrásmegjelöléseként.